# Prädilektionsstelle

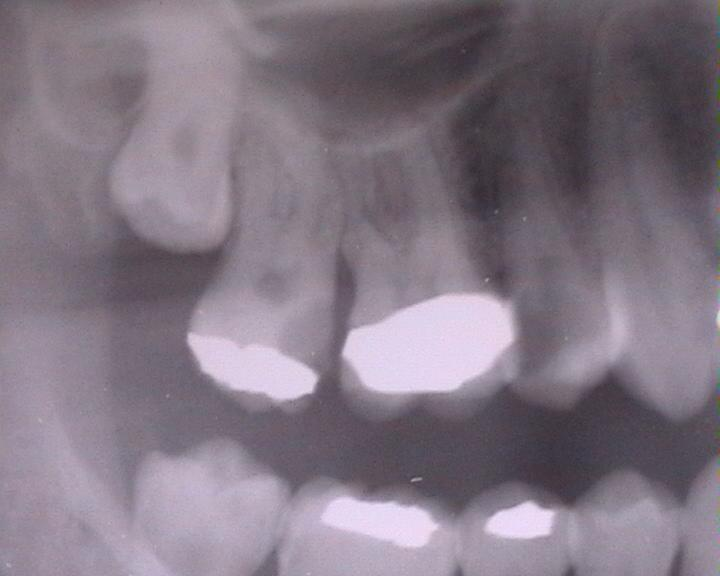
Karies an den Approximalflächen der Zähne 17 und 15. Nebenbefund: Retention des Zahnes 18.

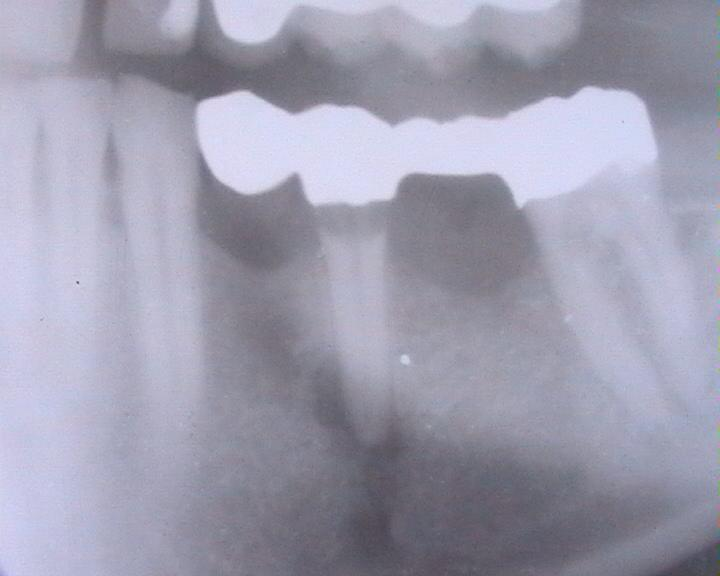
Karies am Zahnhals und Kronenrand. Nebenbefund: Apikale Parodontitis am Prämolaren

Als Prädilektionsstelle (Prädilektion = ‚Vorliebe‘) wird in der Medizin und speziell in der Pathologie die von einem bestimmten Krankheitsprozess bevorzugte Körperregion bezeichnet. Wenn diese Stellen des Körpers von anderen „bevorzugten“ Regionen unterschieden werden im Sinne von ätiologisch oder nosologisch zu differenzierenden Arten einer gleichen Krankheitsgruppe, so spricht man vom Prädilektionstyp dieser Krankheitsformen.

## Dermatologie
Prädilektionsstellen der Hautveränderungen des atopischen Ekzems (Neurodermitis) sind die Ellen- und Kniebeugen und die der Acne vulgaris Gesicht, Brust- und Rückenbereich. Die „Ortlosigkeit“ des atopischen Ekzem erscheint damit zumindest relativiert.

## Parasiten
Einige Parasiten bevorzugten bestimmte Körperregionen. So befallen die eine Ohrräude auslösenden Milben nahezu ausnahmslos den äußeren Gehörgang. Der Speiseröhrenwurm parasitiert in der Speiseröhre, die Magendasseln entwickeln sich nur in der Magenschleimhaut, adulte Spulwürmer befallen den Dünndarm, Peitschenwürmer den Dickdarm.

## Zahnheilkunde
In der Zahnmedizin sind als solche Risikostellen hinsichtlich der Kariesentstehung zu nennen: Zahnfissur, Zwischenzahnfläche (approximal), Zahnhals, Foramen caecum dentis (Blindes Loch innen (palatinal) an den oberen Schneidezähnen) und Füllungs- und Kronenränder.

## Neurologie

Illustration der Parkinson-Krankheit von Sir William Richard Gowers aus A Manual of Diseases of the Nervous System (Handbuch für Krankheiten des Nervensystems) von 1886

Carl Wernicke (1848–1905) und Ludwig Mann (1866–1936) beschrieben einen distalen Prädilektionstyp bei der zentralen Lähmung. Der distale Prädilektionstypus ist von einem proximalen und axialen Typus der Lähmung zu unterscheiden. Letztere werden verursacht von einer Schädigung anderer, phylogenetisch älterer Hirnzentren, die Teil des Allocortex sind. Die von der jeweiligen Schädigung der Zentren betroffenen Muskelgruppen bedingen auch eine bestimmte Prädilektionshaltung, die im Falle des proximalen Typus der Lähmung Ähnlichkeit mit der charakteristischen Haltung von Parkinsonkranken hat.